# Iphigenia stellata
Iphigenia stellata är en tidlöseväxtart som beskrevs av Ethelbert Blatter. Iphigenia stellata ingår i släktet Iphigenia och familjen tidlöseväxter. Inga underarter finns listade i Catalogue of Life.